# Branimir Hrgota
Branimir Hrgota (* 12. ledna 1993, Zenica, Bosna a Hercegovina) je švédský fotbalový útočník Bosenského původu, který v současné době hraje v německém klubu Greuther Furth. Je také reprezentantem Švédska.

## Klubová kariéra
Ve Švédsku hrál v juniorských týmech klubů IK Tord a Jönköpings Södra IF. V A-týmu Jönköpings Södra IF debutoval v roce 2011.
V červenci 2012 se zkompletoval jeho přestup do německého bundesligového klubu Borussia Mönchengladbach. Odtud přestoupil v roce 2016 do klubu Eintracht Frankfurt, kde strávil 3 roky a poté přestoupil do současného klubu SpVgg Greuther Fürth. Pravidelně nastupuje v základní sestavě.

## Reprezentační kariéra
Hrgota působil v některých mládežnických výběrech Švédska.
Trenér Håkan Ericson jej nominoval na Mistrovství Evropy hráčů do 21 let 2015 konané v Praze, Olomouci a Uherském Hradišti, kde získal se švédským týmem zlaté medaile.
V A-mužstvu Švédska debutoval 4. 9. 2014 v přátelském zápase proti týmu Estonska (výhra 2:0).